# Bereich Umstadt

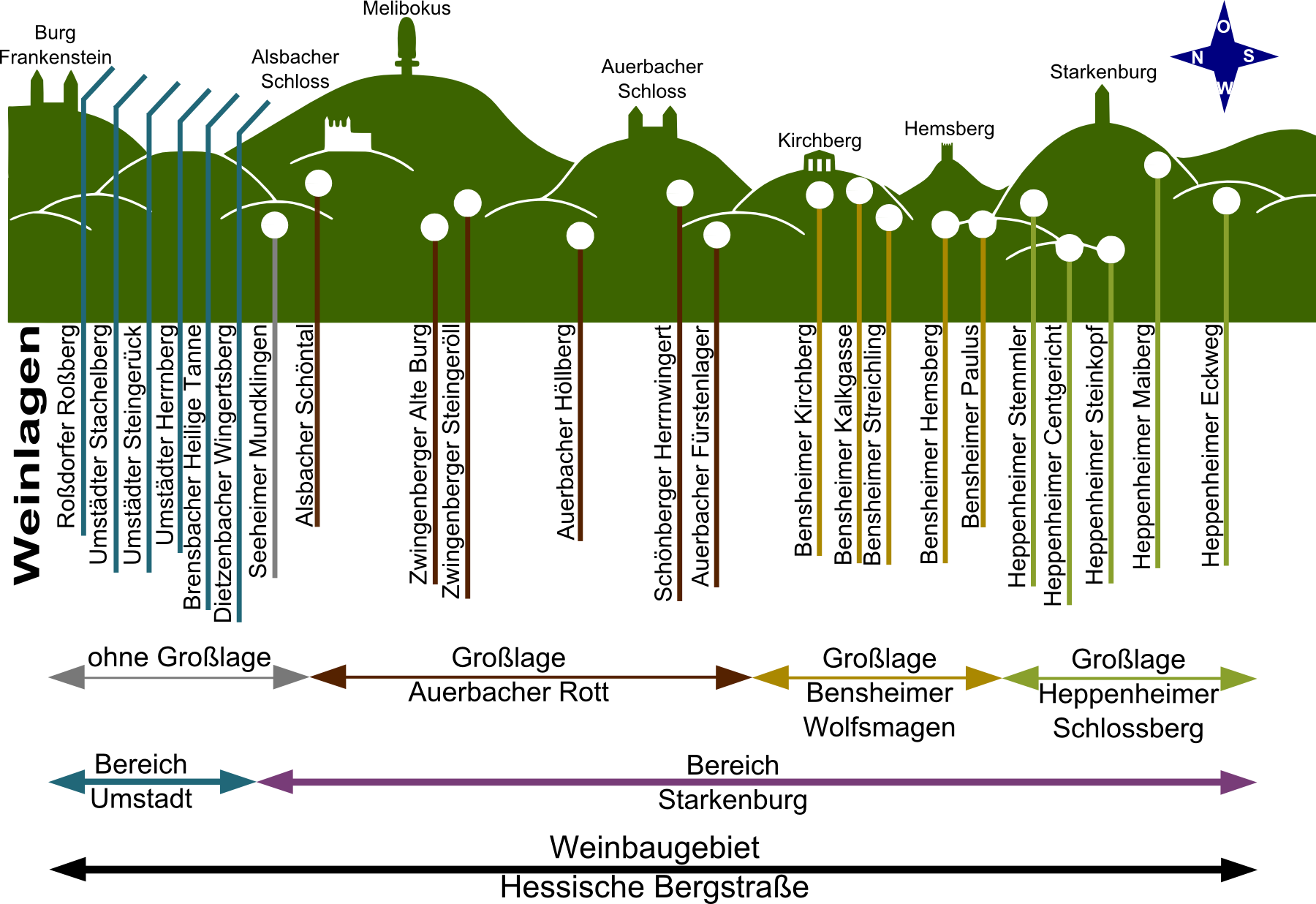
Die Weinlagen und Bereiche der Hessischen Bergstraße

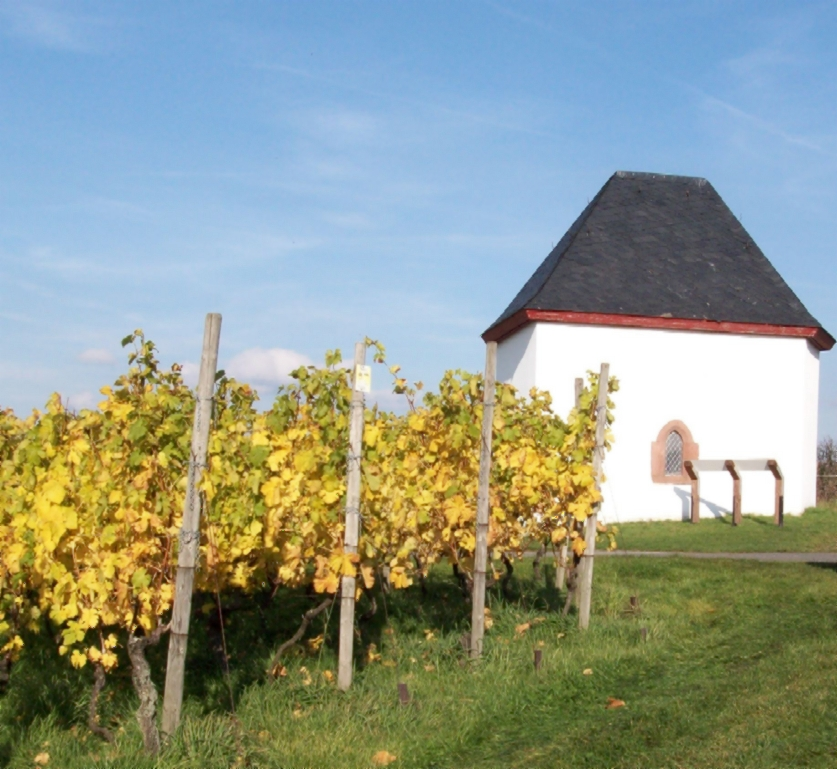
Blick in die Einzellage Stachelberg mit der Wendelinuskapelle im Stadtteil Klein-Umstadt

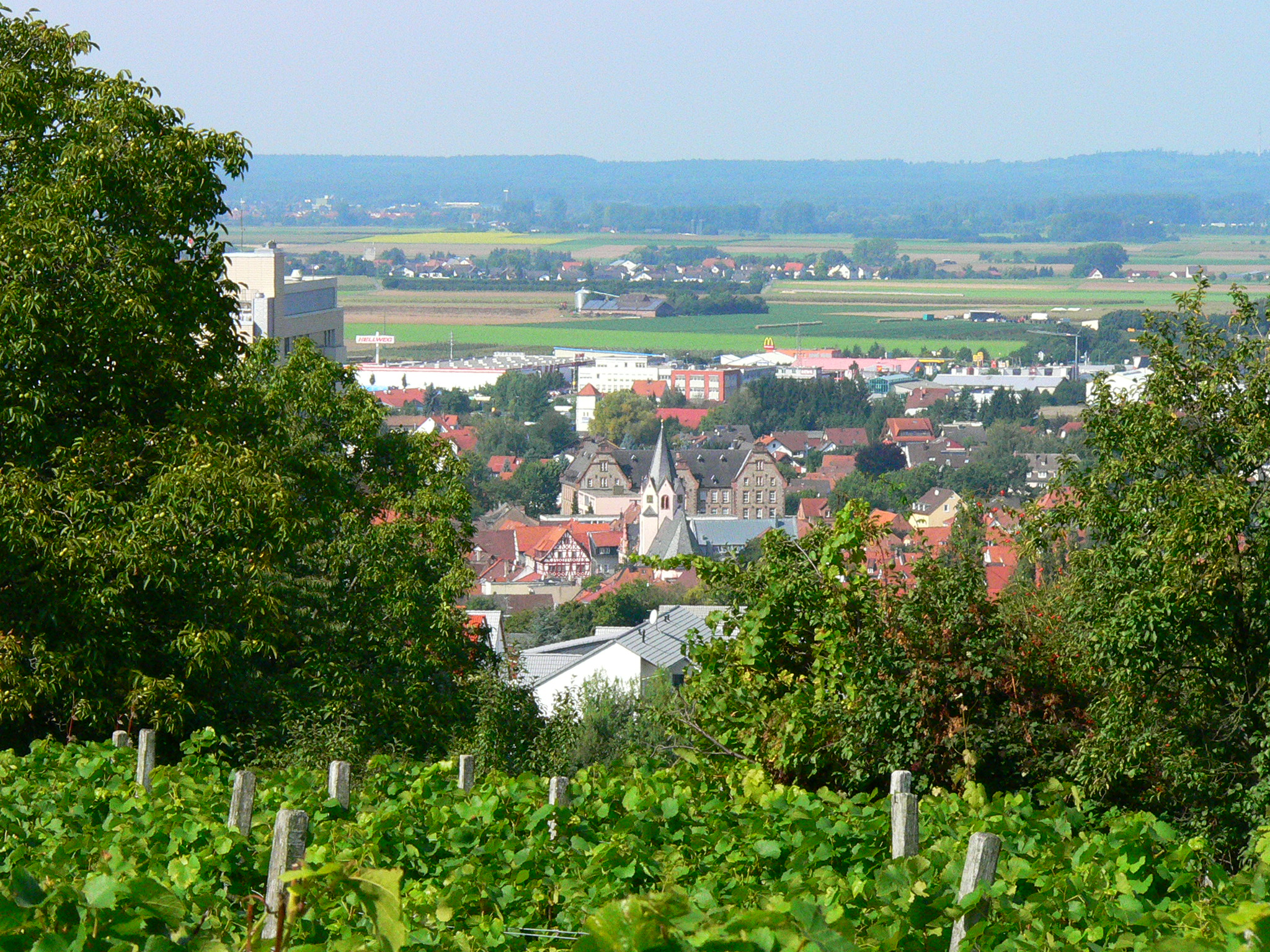
Blick auf Groß-Umstadt vom Weinberg aus

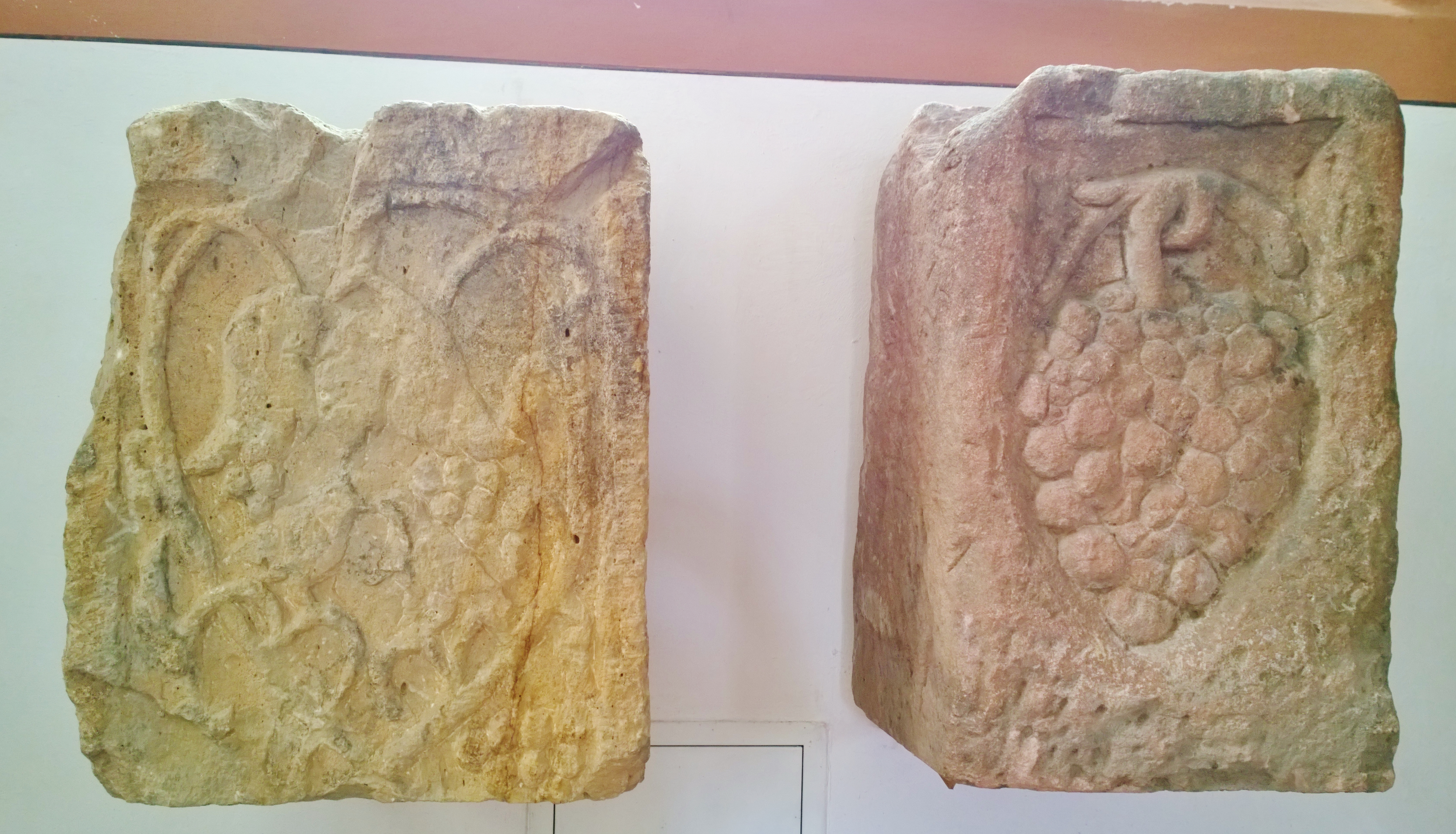
Sogenannte Römische Traubensteine in der Stadtkirche von Umstadt aus der Ausgrabung der villa rustica unter der Kirche

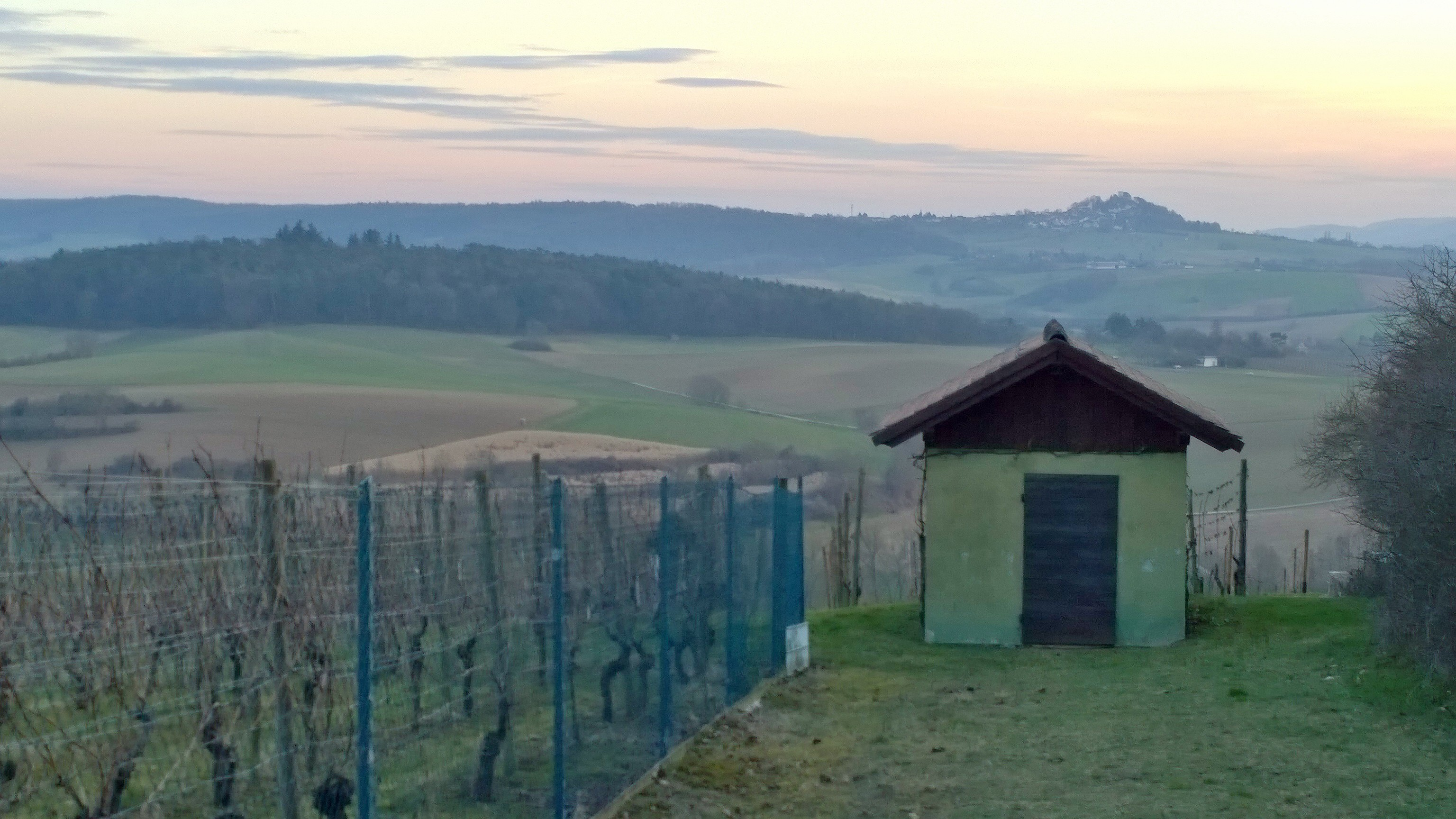
Blick von der Einzellage Herrnberg ins Tal der Waschenbach, zur Veste Otzberg in Richtung Süden in den Odenwald

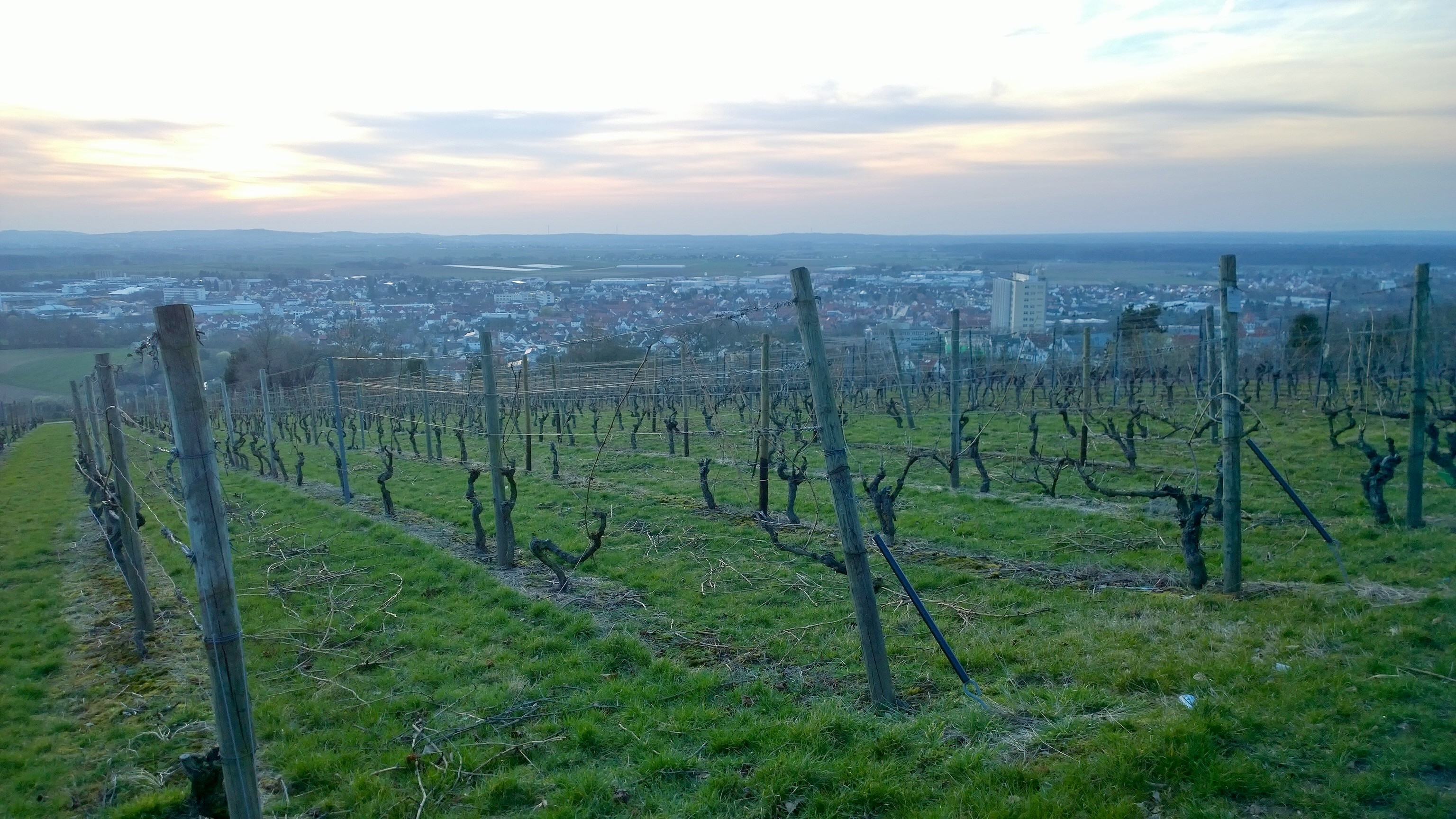
Blick vom Weinlehrpfad am Naturdenkmal über die Lage Herrnberg nach Umstadt

Der Bereich Umstadt ist ein Weinbaubereich im Weinbaugebiet Hessische Bergstraße in Hessen. Er wird auch als Odenwälder Weininsel bezeichnet, da er geografisch abgegrenzt von der Bergstraße, nördlich des Odenwaldes bei Groß-Umstadt im Landkreis Darmstadt-Dieburg liegt.

## Lagen und Rebsorten
Im Bereich Umstadt sind folgende großlagenfreie Einzellagen definiert:
| Name Einzellage           | Ortslage                          | Fläche (ha) | Höhe (über NN) | Neigung          | Exposition         | Bodengrundlage                                  | Bemerkungen                                                      |
| ------------------------- | --------------------------------- | ----------- | -------------- | ---------------- | ------------------ | ----------------------------------------------- | ---------------------------------------------------------------- |
| Brensbacher Heilige Tanne | Brensbach                         | <1          | 200–240        | steil            | Süd                | Kies                                            | am Oberwald gelegen, 2 Flächen, nicht bebaut (1950–1990 genutzt) |
| Herrnberg                 | Groß-Umstadt (Kernstadt), Heubach | 48          | 200–240        | hängig bis steil | Südost-Süd-Südwest | Porphyr, Lößlehm                                | 1 Hauptlage und 5 weitere kleinere Flächen                       |
| Roßberg                   | Roßdorf                           | 5,5         | 210–240        | hängig           | Südwest            | lehmiger Sand mit Basaltuntergrund des Roßbergs | 1 Hauptlage                                                      |
| Stachelberg               | Klein-Umstadt, Kleestadt          | 32,5        | 210–240        | hängig bis steil | Südsüdost          | Porphyr, Lößlehm, Barytadern                    | 1 Hauptlage + 2 weitere Flächen                                  |
| Steingerück               | Groß-Umstadt (Kernstadt)          | 13,5        | 210–240        | hängig bis steil | Süd                | Porphyr, Lößlehm                                | 1 Hauptlage                                                      |
| Wingertsberg              | Dietzenbach                       | <1          | 150–180        | hängig           | Süd                | Melaphyr                                        | 1 Fläche, nicht bebaut                                           |

Verfügbar sind also etwa 100 Hektar. Bebaut werden jedoch nur insgesamt 78 Hektar, davon 58 Hektar mit Weißweinen und 20 Hektar mit Rotweinen (Zahlen: Stand 2018).
Im Bereich Umstadt werden 31 Rebsorten angebaut, 13 Rot- und 18 Weißweinsorten:
Die Prozentzahlen beziehen sich auf die gesamte bebaute Fläche von 78 Hektar (Stand 2018):

- Weißweine: Riesling (32 %), Kerner (5 %), Silvaner (9 %), Müller-Thurgau (11 %), Grauburgunder (5 %), Weißburgunder (3 %). Dazu kommen Gewürztraminer, Roter Riesling, Sauvignon Blanc, Chardonnay, Auxerrois, Johanniter, Ehrenfelser, Scheurebe, Gelber Muskateller, und Bacchus (zusammen 9,4 %)
- Rotweine: Spätburgunder (10 %), Dornfelder (6 %), Portugieser (3 %), Regent (3 %). Ergänzt von Acolon, Blauer Frühburgunder, Saint Laurent, Schwarzriesling, Merlot, Cabernet Sauvignon, Cabernet Mitos, Cabernet Dorsa und Dunkelfelder (zusammen 3,6 %).
- Riesling, Kerner und Spätburgunder ergeben gute Winzersekte.

## Geschichte
Die Geschichte des Umstädter Weinbaus nimmt vermutlich ihren Anfang mit der römischen Besetzung und Entwicklung der Civitas Auderiensium im rechtsrheinischen Teil der obergermanischen Provinz Germania superior des römischen Reiches. Beredes Beispiel sind die villa rustica, die unter der heutigen Stadtkirche bei Ausgrabungen freigelegt wurde und zwei gefundene sogenannte Traubensteine mit Abbildungen von Weintrauben, heute in der Kirche bzw. im Gruberhof zu sehen.
Schriftliche Zeugnisse über den Weinbau in Umstadt finden sich in fränkischer Zeit: Im Jahr 822 ließ der Abt des Klosters Fulda (damaliger Lehensherr in Umstadt) und späterer Erzbischof von Mainz, Rabanus Maurus, acht Kopialbücher anlegen, die dem Kloster als Besitz-, Dienst- und Zinsregister dienten. Nach neueren Forschungen wird die Ersterwähnung des Umstädter Weinbaus sogar auf 775 rückdatiert.
Vor dem Beginn des Dreißigjährigen Krieges waren in Umstadt etwa 145 Hektar Weinbergsfläche bestockt, mit einem ausgewiesenen Ertrag von 4.750 Hektoliter Wein. Nach dem Ende Dreißigjährigen Krieges konnten nur noch 4 Hektar bewirtschaftet werden. Erst um 1730 erreichte die Anbaufläche wieder annähernd den Stand wie zu Beginn des 17. Jahrhunderts. Mit Beginn der Industrialisierung ging die Anbaufläche kontinuierlich zurück: Weinberge wurden zugunsten von Acker- und Obstbaumflächen aufgegeben. Lediglich an den günstigen Hanglagen wurde 1843 noch auf 40 Hektar Wein angebaut. Die 1860 aus Amerika eingeschleppten Pilzerkrankungen Echter und Falscher Mehltau führten zu einem weiteren Rückgang der Anbaufläche. Die Reblaus, die in anderen Teilen Europas schwere Schäden anrichtete, kam im Umstädter Weinanbaugebiet jedoch nicht vor.
In der Weimarer Zeit, eingeleitet durch das Versuchsgut der Hessischen Landwirtschaftskammer, begann ab 1927 eine Renaissance des Umstädter Weinbaus. Mit der Gründung der Odenwälder Winzergenossenschaft e.G. im Jahr 1959 erfolgte die Wiederbelebung der Weinkultur nach dem Zweiten Weltkrieg. Flächenerweiterungen und Flurbereinigungen gingen damit einher. 1971 wurde der Bereich Umstadt Teil des Weinbaugebietes Hessische Bergstraße.
Eine letzte kleine Erweiterung kam in den 2010er Jahren hinzu. Derzeit stellen die Winzergenossenschaft (vinum autmundis) und acht weitere private Weinbaubetriebe Wein aus dem Bereich Umstadt her.

## Sonstiges

### Weinlehrpfad
Seit 2010 ist ein Weinlehrpfad in der Weinlage Herrnberg eingerichtet. Auf einer zwei Kilometer langen Strecke werden Informationen zum Weinbau und zu den regionalen Besonderheiten erläutert. Sogenannte Rebtafeln stellen die angebauten Rebsorten vor. Kleine Tafeln aus eingefärbtem Glas geben Auskunft über die Farbe des Weins. Auf Pulttafeln werden Themenschwerpunkte aus dem Weinbau, Naturschutz, Geologie und Geografie, zur Geschichte der Gegend und zum zunehmenden ökologischen Anbau vorgestellt. Jungen Besuchern werden unter dem Motto „Wusstest Du schon …“ kindgerechte Informationen vermittelt. Es gibt zwei Einstiegsmöglichkeiteten in den Weinlehrpfad. Weinlehrpfad und Lage Herrnberg sind vom Naturschutzgebiet Herrnberg von Groß-Umstadt und dem ehemaligen Naturdenkmal Baumgruppe Hainrichsberg umgeben.

### Winzerfest
Das traditionelle Groß-Umstädter Winzerfest findet im September statt.